# Meulson
Meulson est une commune française située dans le département de la Côte-d'Or, en région Bourgogne-Franche-Comté.

## Géographie
Au-dessus des vallées de la Seine et de son affluent la Coquille, en rives droites, la commune de Meulson s'allonge est-ouest sur près de 8 km2 sur les hauteurs du plateau du Duesmois, au sud de la forêt de Châtillon. Les bois couvrent à peine un quart des surfaces, pour une petite part sur le haut des versants de vallées en limite sud-ouest du finage, où on trouve le point le plus bas à 339 m, dans le bois de Peut-Champ au-dessus des Roches de Tarperon, et pour une part plus importante au nord-est du territoire, sur les hauteurs, au-dessus de 420 m. C'est là dans le bois de Chancombert que se trouve un sommet à 426 m qui marque le point culminant de la commune. À part quelques prairies autour du village et une carrière de pierre du Châtillonnais au lieu-dit les Creux de Mines, le reste du territoire est consacré à l'agriculture.
La route départementale 16 qui joint Châtillon-sur-Seine à Aignay-le-Duc par la forêt de Châtillon traverse la commune et le village selon une orientation nord-sud. Côté ouest une route suit le bord du plateau et dessert les villages situés en haut du versant droit des vallées, à l'est une route est l'unique accès à la ferme de Valfermet, sur la commune voisine de Mauvilly, elle butte ensuite comme tous les chemins forestiers voisins, sur le sillon creusé en forêt par le Brévon.

### Accessibilité
Meulson est située à proximité de la départementale 901 qui relie la route départementale 971 à Is-sur-Tille à partir de Saint-Marc-sur-Seine.

### Hameaux, écarts, lieux-dits
La commune n'a pas de hameaux ni d'habitations isolées hormis la ferme des Ouches très proche du village. Parmi les
lieux-dits d'intérêt local : 
- les côtes Norceau,
- la côte de Barmont (mont à 417 m d'alt.),
- la combe de Valfermet,
- la carrière de Drouas,
- les bois de Chancombert, Viforêt, le Peut-Champ.

### Hydrographie
Le plateau du Duesmois fait partie de l'extrémité ouest du plateau de Langres dont les sous-sols en roches calcaires du Jurassique sont solubles et produisent des réseaux d'eau souterrains, comme sur la commune voisine de Mauvilly dont les cours d'eau disparaissent avant de rejoindre le Brévon. Plusieurs sources poignent sur la commune : fontaine de l'Orge (au lavoir), des Ormeaux, de Bisot, des Bas-de-Vaux… mais aucune ne donne naissance à un cours d'eau qui rejoindrait en surface les vallées voisines, Seine, Coquille et ruisseau de Banlot au sud, Brévon à l'est.

### Climat
Pour des articles plus généraux, voir Climat de la Bourgogne-Franche-Comté et Climat de la Côte-d'Or.
En 2010, le climat de la commune est de type climat des marges montargnardes, selon une étude du Centre national de la recherche scientifique s'appuyant sur une série de données couvrant la période 1971-2000. En 2020, Météo-France publie une typologie des climats de la France métropolitaine dans laquelle la commune est exposée à un climat océanique altéré et est dans la région climatique  Lorraine, plateau de Langres, Morvan, caractérisée par un hiver rude (1,5 °C), des vents modérés et des brouillards fréquents en automne et hiver. 
Pour la période 1971-2000, la température annuelle moyenne est de 10,1 °C, avec une amplitude thermique annuelle de 16,4 °C. Le cumul annuel moyen de précipitations est de 971 mm, avec 13,4 jours de précipitations en janvier et 8,8 jours en juillet. Pour la période 1991-2020, la température moyenne annuelle observée sur la station météorologique de Météo-France la plus proche, « Bure Les Templiers_sapc », sur la commune de Bure-les-Templiers à 16 km à vol d'oiseau, est de 10,7 °C et le cumul annuel moyen de précipitations est de 898,2 mm,. Pour l'avenir, les paramètres climatiques de la commune estimés pour 2050 selon différents scénarios d'émission de gaz à effet de serre sont consultables sur un site dédié publié par Météo-France en novembre 2022.

## Urbanisme

### Typologie
Au 1er janvier 2024, Meulson est catégorisée commune rurale à habitat très dispersé, selon la nouvelle grille communale de densité à 7 niveaux définie par l'Insee en 2022.
Elle est située hors unité urbaine et hors attraction des villes,.

### Occupation des sols
L'occupation des sols de la commune, telle qu'elle ressort de la base de données européenne d’occupation biophysique des sols Corine Land Cover (CLC), est marquée par l'importance des territoires agricoles (72,9 % en 2018), une proportion identique à celle de 1990 (72,9 %). La répartition détaillée en 2018 est la suivante : terres arables (68,7 %), forêts (27,1 %), prairies (3,9 %), zones agricoles hétérogènes (0,3 %). L'évolution de l’occupation des sols de la commune et de ses infrastructures peut être observée sur les différentes représentations cartographiques du territoire : la carte de Cassini (XVIIIe siècle), la carte d'état-major (1820-1866) et les cartes ou photos aériennes de l'IGN pour la période actuelle (1950 à aujourd'hui).

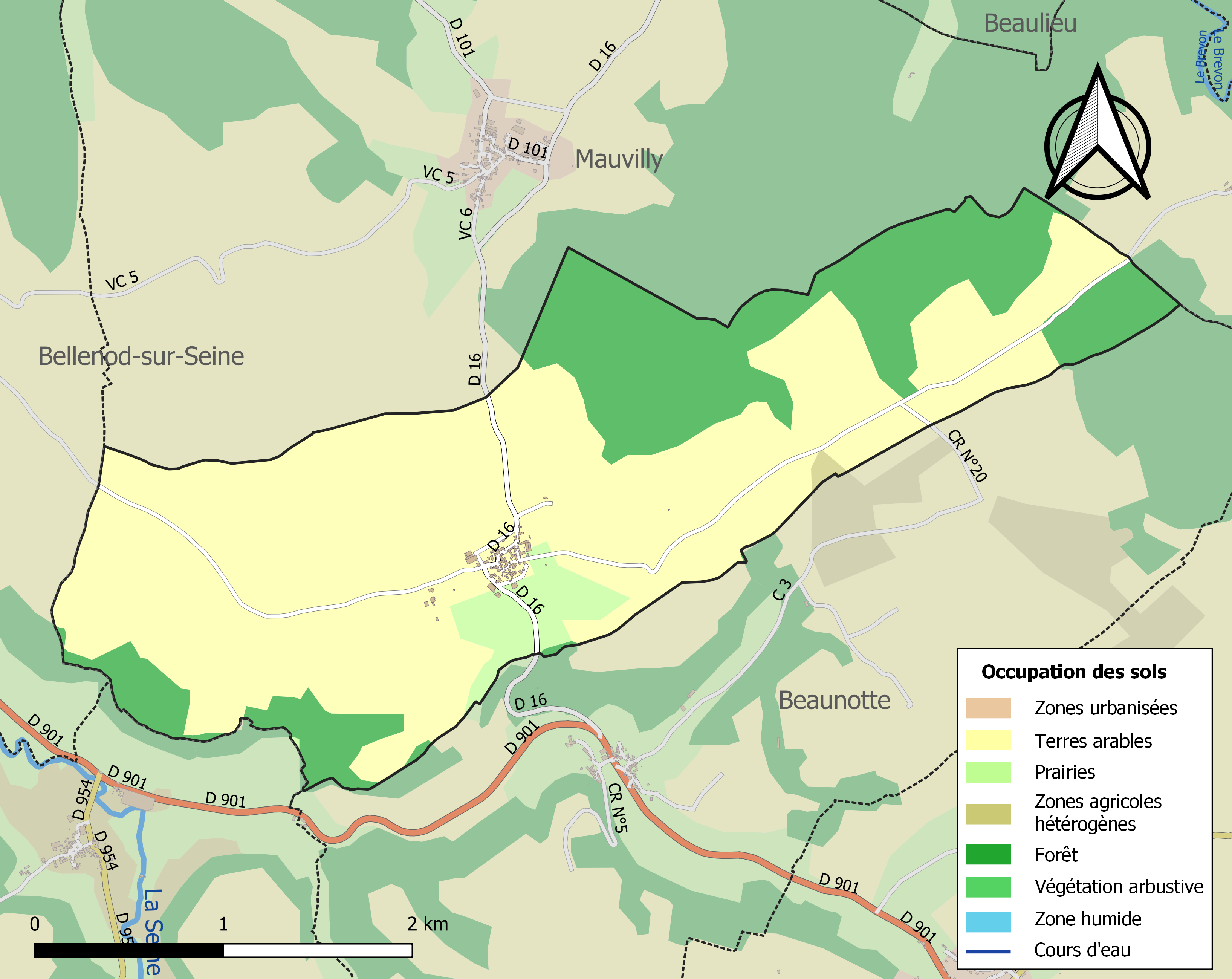
Carte des infrastructures et de l'occupation des sols de la commune en 2018 (CLC).

## Histoire

### Préhistoire et antiquité
Plusieurs tumulus ont fourni du mobilier daté du 1er et 2e âge du fer et la période gallo-romaine a livré plusieurs sculptures.

### Époque moderne
Le village, fermé, échappe aux épidémies de peste des XVe et XVIe siècles et c'est à Meulson en 1589 que la noblesse bourguignonne convoquée par Bénigne Frémiot et Guillaume de Tavanne s'unit pour libérer la forteresse de Duesme des Ligueurs qui l'occupent.

## Politique et administration
| Période                                  | Période        | Identité           | Étiquette | Qualité     |
| ---------------------------------------- | -------------- | ------------------ | --------- | ----------- |
| avant 1921                               | janvier 1926   | Pierre Rebourseau  |           |             |
| février 1926                             | 1927           | Émile Maugey       |           |             |
| 1927                                     | après 1937     | Jean Daubourg      |           |             |
| avant 1966                               | après 1973     | René Develet       |           | Agriculteur |
| mars 2001                                | septembre 2012 | Joseph Gelot       |           | Agriculteur |
| septembre 2012                           | 18 mai 2020    | Marie-Noëlle Gelot |           | Infirmière  |
| 18 mai 2020                              | en cours       | Séverine Goustiaux |           |             |
| Les données manquantes sont à compléter. |                |                    |           |             |

Meulson appartient :
- à l'arrondissement de Montbard,
- au canton de Châtillon-sur-Seine et
- à la communauté de communes du Pays Châtillonnais.

## Démographie
L'évolution du nombre d'habitants est connue à travers les recensements de la population effectués dans la commune depuis 1793. Pour les communes de moins de 10 000 habitants, une enquête de recensement portant sur toute la population est réalisée tous les cinq ans, les populations de référence des années intermédiaires étant quant à elles estimées par interpolation ou extrapolation. Pour la commune, le premier recensement exhaustif entrant dans le cadre du nouveau dispositif a été réalisé en 2005.

En 2022, la commune comptait 28 habitants, en évolution de −15,15 % par rapport à 2016 (Côte-d'Or : +0,82 %, France hors Mayotte : +2,11 %).
| 1793 | 1800 | 1806 | 1821 | 1831 | 1836 | 1841 | 1846 | 1851 |
| ---- | ---- | ---- | ---- | ---- | ---- | ---- | ---- | ---- |
| 190  | 205  | 201  | 183  | 195  | 202  | 173  | 162  | 164  |

| 1856 | 1861 | 1866 | 1872 | 1876 | 1881 | 1886 | 1891 | 1896 |
| ---- | ---- | ---- | ---- | ---- | ---- | ---- | ---- | ---- |
| 157  | 117  | 115  | 114  | 106  | 104  | 109  | 109  | 96   |

| 1901 | 1906 | 1911 | 1921 | 1926 | 1931 | 1936 | 1946 | 1954 |
| ---- | ---- | ---- | ---- | ---- | ---- | ---- | ---- | ---- |
| 93   | 103  | 82   | 100  | 94   | 89   | 77   | 90   | 79   |

| 1962 | 1968 | 1975 | 1982 | 1990 | 1999 | 2005 | 2006 | 2010 |
| ---- | ---- | ---- | ---- | ---- | ---- | ---- | ---- | ---- |
| 63   | 68   | 53   | 39   | 44   | 37   | 37   | 36   | 38   |

| 2015 | 2020 | 2022 | - | - | - | - | - | - |
| ---- | ---- | ---- | - | - | - | - | - | - |
| 33   | 29   | 28   | - | - | - | - | - | - |

## Lieux, monuments et pôles d'intérêt
En 2016, la commune ne compte pas de monument inscrit à l'inventaire des monuments historiques, 12 monuments ou édifices sont répertoriés à l'inventaire général du patrimoine culturel, 2 éléments classés à l'inventaire des objets historiques et 21 objets répertoriés à l'I.G.P.C.
- Église de la-Nativité-de la-Vierge (IGPC 1989)[25] de plan rectangulaire, flanqué de deux chapelles de chaque côté du chœur, le clocher carré à flèche octogonale coupe le toit à deux pans entre nef et abside. Statuaire conséquente : Vierge à l'Enfant en pierre polychrome du XIVe siècle, sainte Marthe et la tarasque du XVIe, panneau en bois polychrome d'une Vierge de pitié encadrée par saint Claude et saint François d'Assise[17].
- Mairie-école du XIXe en moellons et pierres de taille (IGPC 1989)[26].
- Lavoir de la Fontaine-de-l'Orge (IGPC 1989)[27].
- Croix de cimetière (IGPC 1989)[28] et tombeau sculpté de J. B. Rigogne et Jeanne Léauté (IGPC 1989)[29].
- Vestiges de fortification du XVIe (IGPC 1989)[30].
- Reconstitution d'un tumulus celte découvert en 1998 à l'occasion d'une exploitation de carrière[31].
- Chemin de randonnées balisé sur 20 km, les cigognes noires (carte)

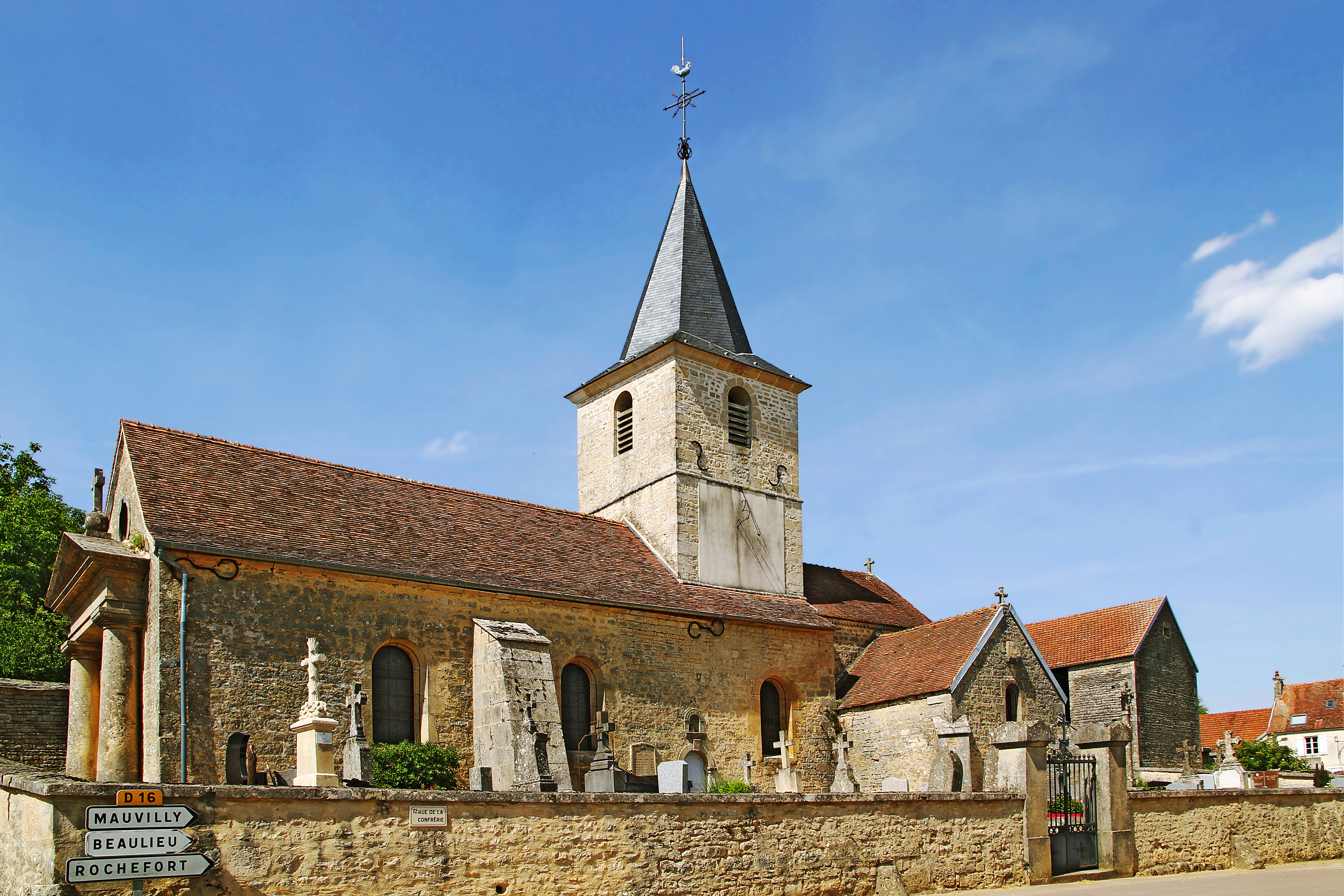
Église de la Nativité-de-la-Sainte-Vierge.
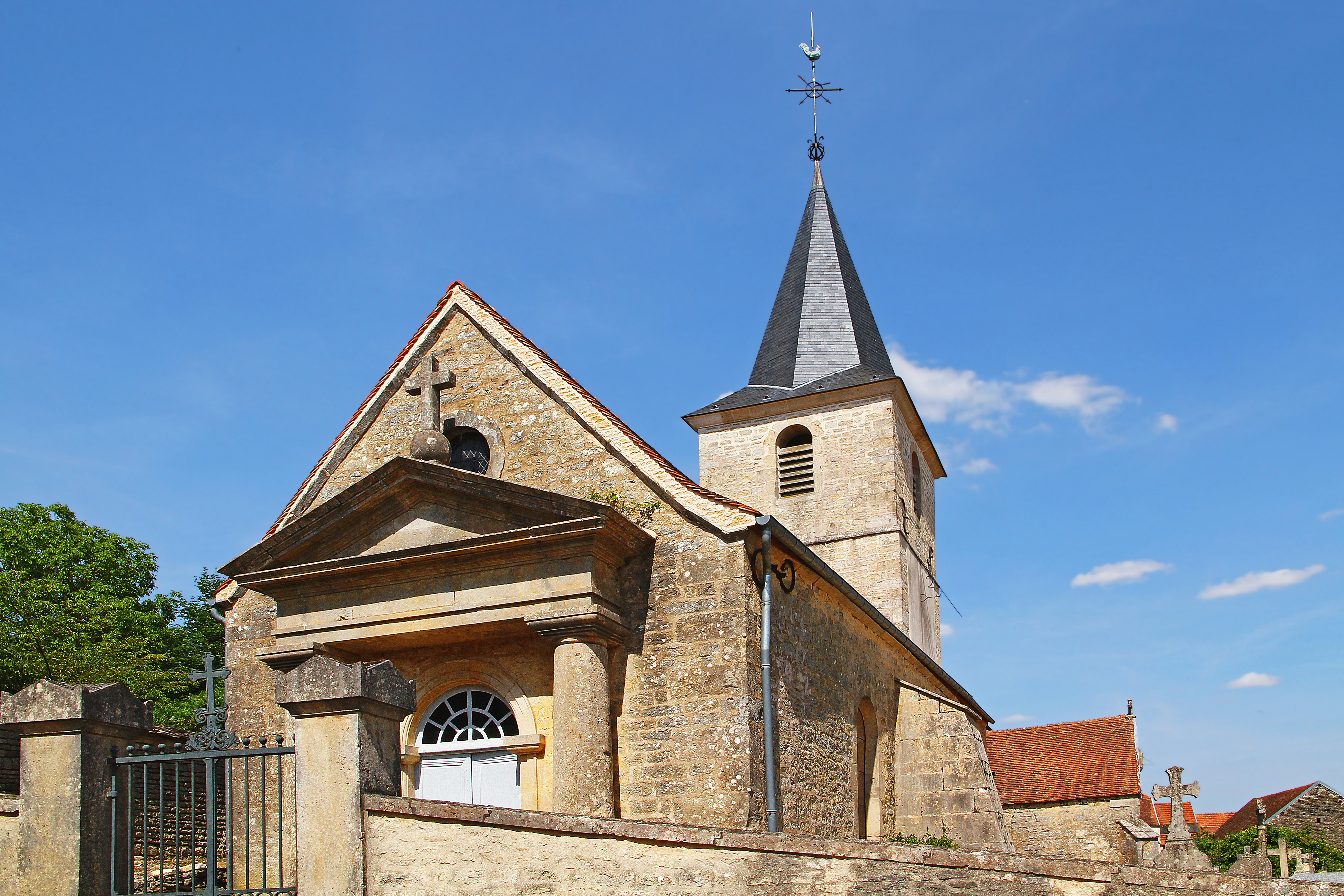
Entrée de l'enclos et façade néo-classique.

## Héraldique
| Blason de Meulson | Blason  | Gironné d'argent et d'azur, à la bordure de gueules. |
| Blason de Meulson | Détails | Le statut officiel du blason reste à déterminer.     |